# Jake Doyle-Hayes
Jake Doyle-Hayes, född 30 december 1998 i Ballyjamesduff, Irland, är en irländsk fotbollsspelare (mittfältare) som spelar för Hibernian. 

## Karriär
Efter att ha representerat regionala lag hemma på Irland i South Ulster värvades Jake Doyle-Hayes till Aston Villa sommaren 2014. Tre år senare, 2017, var Doyle-Hayes med Aston Villas seniorlag på försäsongsturnén i Tyskland. Han imponerade där och väl tillbaka på de brittiska öarna fick han göra sin tävlingsdebut för Aston Villa. I Ligacupmötet med Wigan Athletic den 22 augusti 2017 fick Doyle-Hayes chansen från start och stod för en stark insats då Aston Villa tog en 4-1-seger.
Kort efter debuten skrev Jake Doyle-Hayes på ett nytt treårskontrakt med Aston Villa. Efter att bara ha fått chansen i ytterligare två Ligacupmatcher det efterföljande ett och ett halvt året lånades han den 31 januari 2019 ut till Cambridge United i League Two för resten av säsongen.
Den 1 augusti 2019 lånades Doyle-Hayes ut till League Two-klubben Cheltenham Town på ett låneavtal över säsongen 2019/2020. Efter säsongen 2019/2020 fick Doyle-Hayes lämna Aston Villa. Den 3 november 2020 värvades Doyle-Hayes av skotska St. Mirren, där han skrev på ett kontrakt över säsongen 2020/2021.
I juni 2021 värvades Doyle-Hayes av Hibernian, där han skrev på ett tvåårskontrakt. I november 2021 förlängde Doyle-Hayes sitt kontrakt i klubben fram till sommaren 2025.

## Statistik
| Klubb                  | Säsong             | Liga                 | Liga    | Liga | Nationell cup | Nationell cup | Ligacup | Ligacup | Övrigt  | Övrigt | Totalt  | Totalt |
| Klubb                  | Säsong             | Division             | Matcher | Mål  | Matcher       | Mål           | Matcher | Mål     | Matcher | Mål    | Matcher | Mål    |
| ---------------------- | ------------------ | -------------------- | ------- | ---- | ------------- | ------------- | ------- | ------- | ------- | ------ | ------- | ------ |
| Aston Villa            | 2017/2018          | Championship         | 0       | 0    | 0             | 0             | 2       | 0       | —       | —      | 2       | 0      |
| Aston Villa            | 2018/2019          | Championship         | 0       | 0    | 0             | 0             | 1       | 0       | —       | —      | 1       | 0      |
| Aston Villa            | Totalt             | Totalt               | 0       | 0    | 0             | 0             | 3       | 0       | —       | —      | 3       | 0      |
| Cambridge United (lån) | 2018/2019          | League Two           | 6       | 0    | 0             | 0             | 0       | 0       | —       | —      | 6       | 0      |
| Cheltenham Town (lån)  | 2019/2020          | League Two           | 30      | 1    | 3             | 0             | 1       | 0       | 2       | 0      | 36      | 1      |
| St Mirren              | 2020/2021          | Scottish Premiership | 22      | 1    | 4             | 0             | 4       | 0       | 0       | 0      | 30      | 1      |
| Hibernian              | 2021/2022          | Scottish Premiership | 18      | 0    | 0             | 0             | 4       | 0       | 3       | 0      | 25      | 0      |
| Totalt i karriären     | Totalt i karriären | Totalt i karriären   | 76      | 2    | 7             | 0             | 12      | 0       | 5       | 0      | 100     | 2      |

1. ↑  Uppflyttningskvalmatcher.